# Coopzeitung
Die Coopzeitung ist eine wöchentlich donnerstags erscheinende Gratiszeitung des Schweizer Grossverteilers Coop.

## Geschichte
Die Coopzeitung erschien zum ersten Mal im Jahr 1902, damals noch als Genossenschaftliches Volksblatt. Sie wird jede Woche kostenlos unter anderem an alle Mitglieder der Coop sowie an alle Kunden mit der Kundenkarte Supercard versandt. Sie ist die auflagenstärkste Zeitung der Schweiz mit einer WEMF-beglaubigten Auflage von 1'765'641 im Jahr 2024 verbreiteten Exemplaren (i. Vj. 1'786'621) und einer Reichweite von 2'509'000 Lesern (WEMF MACH Basic 2024-2; i. Vj. 2'571'000). Chefredaktor ist Silvan Grütter.
Grösster Konkurrent der Coopzeitung ist das Migros-Magazin, das montags erscheinende Wochenblatt des Grossverteilers Migros, welches etwas weniger Auflage- und Leserzahlen aufweisen kann. Die NZZ nennt die beiden Zeitungen die «stillen Riesen» der Schweizer Medienlandschaft und meint zu ihrem journalistischen Wirken: Offenkundig findet das Konsumentensegment ebenso Gefallen an mehrheitsfähiger Alltags- und Lifestyle-Thematik wie an politisch austarierten Hintergrundberichten.
Per Ende 2019 kündigte Coop die Mitgliedschaft beim Verband Schweizer Medien.
Seit dem 23. Januar 2025 erscheint die Coopzeitung donnerstags statt dienstags und mit einem leicht veränderten neuen Logo. Die im August 2020 in Zusammenarbeit mit 20 Minuten lancierte Coopzeitung Weekend heisst seit dem 27. Januar 2025 Coop Weekly und erscheint neu montags statt freitags in der Bundmitte von 20 Minuten.

## Anderssprachige Ausgaben
Die französischsprachige Ausgabe heisst Coopération. Sie erzielte 2024 eine WEMF-beglaubigte Auflage von 601'898 (i. Vj. 610'960) verbreiteten Exemplaren und eine Reichweite von 689'000 Lesern (WEMF MACH Basic 2024-2). Chefredaktor ist Thierry Délèze. Die italienischsprachige Ausgabe heisst Cooperazione. Sie erzielte 2024 eine WEMF-beglaubigte Auflage von 122'141 (i. Vj. 123'219) verbreiteten Exemplaren und eine Reichweite von 161'000 Lesern (WEMF MACH Basic 2024-2). Chefredaktorin ist Natalia Ferroni. Die Gesamtauflage der Coop-Presse beträgt damit annähernd 2,5 Mio. Exemplare, die Reichweite rund 3,4 Mio. Leser.